# Giga Society
La Giga Society es la asociación de alto cociente intelectual más exclusiva del mundo. Fue fundada en 1996 por Paul Cooijmans y el requisito es tener un cociente intelectual igual o mayor que 190 de la escala Wechsler o 196 de la escala Stanford-Binet, es decir, poseer una rareza intelectual igual o superior de una en 1.000.000.000 de personas.  Para Paul Cooijmans esto quiere decir que, contando la población del planeta, existen al menos unas seis personas con este nivel y que pueden realmente ser miembros de esta asociación. No obstante, Thomas R. A. Wolf, uno de los  miembros de Giga, declaró que para el año 2013 tal asociación ya contaba con nueve miembros.
Algunos miembros de esta asociación sonː
- Evangelos Katsioulis, Grecia.[7]
- Scott Durgin, Estados Unidos.[5][7]
- Thomas R. A. Wolf, Alemania.[5][6]
- Dany Provost, Canadá.[7][8][9]
- Andreas Gunnarsson, Suecia.[10][11]